# 向
向（しょう）は、漢姓のひとつ。
同じ漢字を使う日本の姓向（むかい、むかえ、むこう）についてもこの記事で述べる。
琉球王国の向氏については、第二尚氏を参照。

## 中国の姓
向（しょう）は中華圏の姓のひとつ。『百家姓』の337番目。
2020年の中華人民共和国の第7回全国人口調査（国勢調査）に基づく姓氏統計によると中国で99番目に多い姓であり、245.74万人がいる。田・覃・彭・冉・譚などと並んでトゥチャ族の代表的な姓のひとつである。一方、台湾の2018年の統計では第149位で、4,851人がいる。

### 読み
「向」という字は通常はキョウまたはコウと読むが、地名および姓ではショウと読まれる。たとえば、『春秋左氏伝』成公二年に向禽という人が出てくるが、『経典釈文』では「向」の音をショウ（舒亮反）としている。
現代中国語では Shàng になるはずだが、じっさいには姓のときも通常と同じ音（Xiàng）で読む。広東語でも同様。

### 著名な人物
- 向朗 - 三国時代の蜀漢の政治家。
- 向寵 - 三国時代の蜀漢の武将。向朗の甥。
- 向秀 - 西晋の文人。竹林の七賢のひとり。
- 向靖 - 東晋から宋にかけての軍人。
- 向海明 - 隋末の反乱指導者。
- 欽聖皇后（向皇后） - 北宋の神宗の皇后。
- 向栄 - 清の軍人。
- 向警予（中国語版） - 中国共産党初期メンバーだったトゥチャ族の女性。
- 向達（中国語版） - トゥチャ族の学者。
- 向忠発 - 中華民国の革命家。
- アンネ・ヒョン（向海嵐）- 香港の女優。
- チャールズ・ヒョン（中国語版）（向華強） - 香港の俳優・プロデューサー。
- 銀臨（向異）- 中国の古風音楽歌手。

## 日本の姓
向（むかい、むかえ、むこう）は、日本の姓のひとつ。

### 著名な人物
- 向久家 - 戦国時代の越前国の武将。
- 向宣政 - 戦国時代から江戸時代にかけての役人。
- 向精七 - 俳優。
- 向慎一 - サッカー選手。
- 向正義 - 漫画家。